# Лесной (Кусинский район)
Лесной — упразднённый посёлок в Кусинском районе Челябинской области России. Входил в состав Злоказовского сельсовета. Исключен из учётных данных в 1986 году.

## География
Располагался юго-восточнее горы Поперечная, на безымянном ручье притоке реки Большой Навыш, на расстоянии примерно 10 км по прямой к востоку от села Злоказово.

## История
По данным на 1970 год входил в состав Злоказовского сельсовета.
Исключен из учётных данных решением Челябинского облисполкома от 21 апреля 1986 года № 198.

## Население
| 1970 | 1977 | 1983 |
| ---- | ---- | ---- |
| 4    | ↘3   | ↘1   |